# Ed Pastor

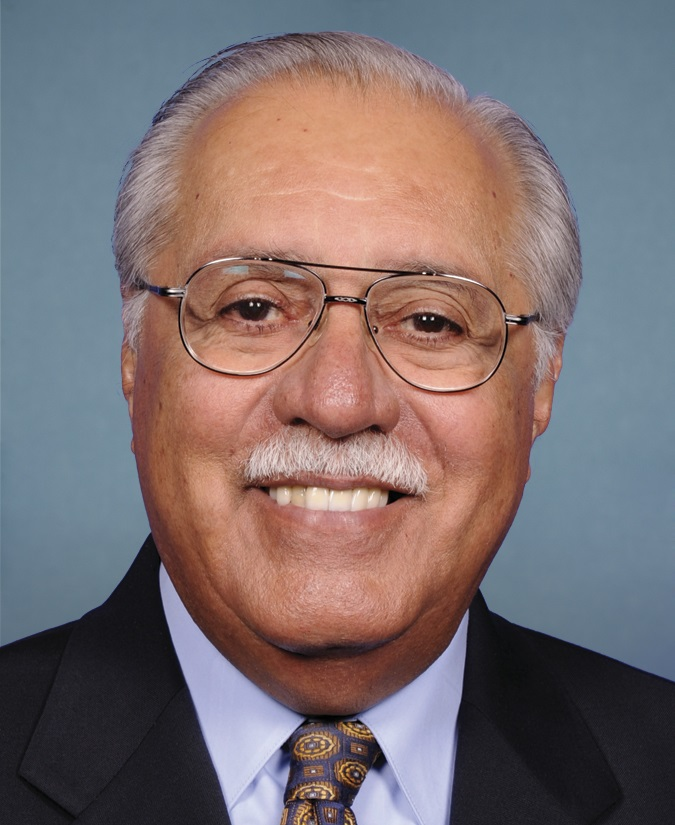
Ed Pastor

Edward Lopez „Ed“ Pastor (* 28. Juni 1943 in Claypool, Arizona; † 28. November 2018 in Phoenix, Arizona) war ein US-amerikanischer Politiker der Demokratischen Partei. Als Mitglied des US-Repräsentantenhauses vertrat er von 1991 bis 2015 verschiedene Kongresswahlbezirke des Bundesstaates Arizona.
Nach dem Studium der Chemie an der Arizona State University erwarb Pastor dort auch noch 1974 einen Doktorgrad der Rechtswissenschaften (Juris Doctor).
Pastor wurde als Demokrat in den Kongress gewählt, um dort den durch den Rücktritt von Mo Udall vakant gewordenen Sitz im US-Repräsentantenhaus neu zu besetzen. Er wurde in der Folge stets bestätigt, bis er im Jahr 2014 auf eine erneute Wiederwahl verzichtete. Sein Nachfolger wurde mit Ruben Gallego ebenfalls ein Demokrat.
Pastor war verheiratet und hatte zwei Töchter.